# Peromyia penicillata
Peromyia penicillata är en tvåvingeart som beskrevs av Jaschhof 1997. Peromyia penicillata ingår i släktet Peromyia och familjen gallmyggor. Inga underarter finns listade i Catalogue of Life.